# Smoluća Donja
Smoluća Donja (en serbe cyrillique : Смолућа Доња) est un village de Bosnie-Herzégovine. Il est situé dans la municipalité de Lukavac, dans le canton de Tuzla et dans la fédération de Bosnie-et-Herzégovine. Selon les premiers résultats du recensement bosnien de 2013, il compte 26 habitants.

## Démographie

### Évolution historique de la population
| 1948 | 1953 | 1961 | 1971  | 1981  | 1991  | 2013 |
| ---- | ---- | ---- | ----- | ----- | ----- | ---- |
| -    | -    | 849  | 1 066 | 1 266 | 1 395 | 26   |

|  |

### Communauté locale
En 1991, Smoluća Donja faisait partie de la communauté locale de Smoluća qui comptait 2 317 habitants, répartis de la manière suivante :